# Otto Trinks Maschinenfabrik
Die Otto Trinks Maschinenfabrik war ein deutscher Hersteller von Automobilen.

## Unternehmensgeschichte
Das Unternehmen aus Berlin-Marienfelde begann 1924 mit der Produktion von Automobilen. Der Markenname lautete Trinks. 1925 endete die Produktion.
Ob der Eigentümer des Unternehmens mit dem um 1910 als Flugzeugkonstrukteur erwähnten Otto Trinks identisch ist, ist ungewiss. Allerdings sind verschiedene andere Unternehmen bekannt, die nach dem Ende des Ersten Weltkriegs wegen des alliierten Verbots der Flugzeugproduktion über kürzere oder längere Zeit im Fahrzeugbau aktiv waren.

## Fahrzeuge
Das einzige Modell war ein Dreirad, bei dem sich das einzelne Rad hinten befand. Für den Antrieb sorgte ein wassergekühlter Vierzylinder-Viertaktmotor mit 612 cm³ Hubraum und etwa 7 PS Leistung. Der Motor war zwischen den Vorderrädern montiert und trieb über eine Kette das einzelne Hinterrad an. Bei einem Radstand von 175 cm und einer vorderen Spurbreite von 115 cm betrug die Fahrzeuglänge 280 cm, die Fahrzeugbreite 130 cm und die Fahrzeughöhe 115 cm. Das Leergewicht war mit 275 kg angegeben. Die offene Karosserie bot Platz für zwei Personen nebeneinander.